# PUREX
Ne doit pas être confondu avec Pyrex.
Le procédé chimique PUREX (acronyme de l'anglais Plutonium, Uranium, Reduction, EXtraction) est une méthode de traitement du combustible nucléaire usé, utilisée depuis 1947 (et développée dans le cadre du projet Manhattan) pour séparer le plutonium et l'uranium indépendamment l'un de l'autre des actinides mineurs et des produits de fission par une méthode d'extraction liquide-liquide. Des étapes préalables sont nécessaires à la mise en œuvre du procédé :
- élimination des gaines (par cisaillage - dissolution par exemple) ;
- dissolution du combustible irradié dans l'acide nitrique ;
- récupération des solides insolubles par centrifugation ;
- envoi des morceaux de gaines (coques et embouts) non attaqués aux déchets pour compactage,

PUREX est alors mis en œuvre :
- extraction de l'uranium et du plutonium par un solvant organique de 30 % de tributylphosphate (TBP) dans du dodécane ;
- récupération des produits de fission et actinides (sauf uranium et plutonium) dans la phase acide nitrique ;
- extraction du plutonium de la solution uranium/plutonium par réduction du plutonium ;
- épuration, concentration et transformation chimique de l'uranium et du plutonium.

Les dernières étapes d'obtention de l'uranium et du plutonium sont post-PUREX et requièrent des procédés spécifiques.
Les actinides mineurs et les produits de fission sont calcinés puis vitrifiés au sein d'une matrice inerte qui assure la stabilité physico-chimique du colis de déchets. Les autres matières disponibles sont le plutonium (sous forme métal ou oxyde), qui peut être utilisé conjointement avec de l'uranium appauvri afin de fabriquer du combustible MOX et l'uranium, dont l'enrichissement est égal à celui du combustible irradié.

## Explosions liées aux «red oils»
Plusieurs explosions liées aux réactions entre le tributylphosphate (TBP) et des nitrates se sont produites dans le monde, dont les plus importantes dans l'usine de Savannah River aux Etats-Unis (1953 et 1975) et celle de Tomsk en Sibérie (1993).
Le 6 avril 1993, un grave accident nucléaire s'est produit dans l'usine de traitement PUREX de Tomsk-7, une ville de l'oblast de Tomsk, en Russie. Un réservoir d'acide nitrique explosa, ce qui provoqua un dégagement de gaz radioactif. En 2009, l'hebdomadaire américain TIME magazine a classé l'explosion à Tomsk-7 parmi les 10 catastrophes nucléaires les plus importantes.

## Pollution sur le site de Hanford
L'usine PUREX située aux États-Unis sur le Complexe nucléaire de Hanford a été responsable de la production d'un grand volume de déchets nucléaires liquides, provoquant la contamination radioactive du sous-sol. Un rapport gouvernemental américain estimait en 1992 que  685000 curies (25,3 PBq) d'iode-131 ont été relâchés dans la rivière et dans l'air entre 1944 et 1947.

## Pollution sur le site de la Hague
L'Usine de retraitement de la Hague, qui utilise le procédé PUREX, rejette en fonctionnement normal des éléments radioactifs (tritium, césium, strontium, etc.) via un pipeline long de 4 km qui s'enfonce à une soixantaine de mètres sous la mer. De plus, en 1976, le centre de stockage des déchets nucléaires de la Hague a déversé accidentellement du tritium dans la nappe phréatique. 